# Психотехніка
Психотехніка (від грец. ψυχή — душа, й дав.-гр. τεχνικός від τέχνη «вміння», «майстерність», «мистецтво») — галузь психології, що набула поширення в 1910-1930-х рр., вивчала додаток психології до вирішення практичних питань, пов'язаних із психологією праці, профорієнтацією та профвідбором. Нині зміст психотехніки, її проблеми і методи увійшли до сфери прикладної психології: психології праці, організаційної психології, інженерної психології.
Також може значити
- У психології під «психотехнікою», як правило, розуміють конкретний комплекс психологічних прийомів впливу[1];
- У зарубіжному театральному мистецтві «психотехнікою» нерідко називають методику Костянтина Станіславського;
- Історик релігій Мірча Еліаде ввів термін «психотехніка» в релігієзнавство як еквівалент слова «йога»[2].

## Історія
Термін «психотехніка» запропонував в 1903 р. німецький психолог Вільям Штерн.
У 1908 р. німецький психолог Гуго Мюнстерберг спробував оформити психотехніку як науку, визначивши її зміст і методи. У завдання психотехніки включалося вирішення таких питань, як
- професійний відбір і
- професійна орієнтація,
- професійне навчання,
- раціоналізація праці,
- боротьба з професійним стомленням і нещасними випадками,
- створення психологічно обґрунтованих конструкцій машин та інструментів,
- психічна гігієна,
- психологія впливу (зокрема, за допомогою плакату, реклами, кіно тощо),
- психотерапія,
- психологія мистецтва.

Інтенсивний розвиток психотехніки припадає на час Першої світової війни 1914–1918 рр. Тоді першочерговими стали питання професійного відбору для потреб армії та військового виробництва. У зв'язку з чим широкого застосування психотехніки набули методи тестування. Теоретичною основою психотехніки стала диференціальна психологія.
Розквіт психотехніки припав на кінець 1920-х рр. Видавалися спеціальні журнали: у СРСР — «Психофізіологія праці та психотехніка» у 1928–1932 рр., з 1932 р. — «Радянська психотехніка»; у Німеччині — «Psychotechnische Zeitschrift» з 1925 р. та інші.
У 1927 р. в СРСР було створено Всеросійське (згодом — «Всесоюзне») психотехнічне товариство. Серед найбільших дослідницьких центрів став Харківський інститут праці та інші.
Після постанови ЦК ВКП(б) «Про педологічні перекручення в системі Наркомпросів» психотехніка (як і вся практична психологія) потрапляє під розгром. Організатор і голова Всесоюзного товариства психотехніки та прикладної психофізіології Ісаак Шпільрейн був розстріляний. Потрапляє психотехніка під заборону і в нацистській Німеччині.
Через ліквідацію психотехніки в країнах, де вона була найбільш розвинена (у СРСР і Німеччині), навіть саме поняття «психотехніка» почало втрачати колишнє значення. Надалі термін «психотехніка» стає менш поширеним у літературі.
Нині зміст психотехніки, її проблеми і методи входять у сферу прикладної психології.